# Anita Louise
Anita Louise (ur. 9 stycznia 1915 w Nowym Jorku, zm. 25 kwietnia 1970 w Los Angeles) – amerykańska aktorka filmowa i telewizyjna.

## Filmografia
seriale
- 1952: The Ford Television Theatre
- 1956: My Friend Flicka jako Nell McLaughlin
- 1967: Mannix jako Althea Greene

film
- 1922: Down to the Sea in Ships
- 1928: Władczyni miłości jako Diana jako dziecko
- 1928: Cztery diabły jako Louise
- 1930: The Florodora Girl jako Dziecko Vibratów
- 1935: Sen nocy letniej jako Titania
- 1936: Pasteur jako Annette Pasteur
- 1938: Maria Antonina jako Marie-Thérèse-Louise de Savoie-Carignan
- 1939: Gorilla jako Norma Denby
- 1939: Mała księżniczka jako Rose Hamilton
- 1944: Casanova Brown jako Madge Ferris
- 1952: Retreat, Hell! jako Ruth Hansen

## Wyróżnienia
Posiada swoją gwiazdę na Hollywoodzkiej Alei Gwiazd.